# Sauertal-Radweg
Der Sauertal-Radweg ist ein Radwanderweg entlang des Deutsch-Luxemburgischen Grenzflusses Sauer und verbindet die Mündung in  die Mosel bei Wasserbillig mit dem Luxemburgischen Städtchen Ettelbrück am Zusammenfluss von Alzette und Sauer. Der Fluss-Radweg führt durch Feuchtgebiete, Weinbergslandschaften und malerische Orte. Bis Echternacherbrück gibt es an beiden Ufern einen Radweg. Auf der deutschen Seite ist er als Sauertal-Radweg und auf der luxemburgischen Seite als „Piste-Cyclable-de-la-Basse-Sûr“ ausgeschildert. Ab Echternacherbrück verläuft der Radweg auf luxemburgischem Gebiet (PC3, PC16) und verlässt mit der Sauer bei Wallendorf den Grenzverlauf. Hier mündet die Our in die Sauer und bildet ab hier die Deutsch-Luxemburgische Grenze. Die Route hat einen weitgehend flachen Verlauf und ist daher auch für Freizeitradler geeignet.

## Streckenverlauf Wasserbillig – Ettelbrück

### Charakteristik
Weitgehend flacher Streckenverlauf mit kleineren Steigungen. Die Streckenführung erfolgt überwiegend auf eigenen, asphaltierten Wegen, in Luxemburg zum großen Teil straßenbegleitend. Nur kurze Zwischenstücke führen über Ortsstraßen. Die Route wird als für Freizeitradler geeignet angegeben. Der ADFC klassifiziert sie wie folgt:
- Oberfläche zu ca. 80 % geeignet für Rennrad, ca. 20 % für Tourenrad.
- Die Schwierigkeit wird leicht bis mittel angegeben (aus leicht 0–2 %, mittel 2–6 %, schwer 6–10 %, sportlich > 10 %).
- Die Verkehrsbelastung als „keine bis gering“ (aus „keine bis gering“, mäßig, hoch)

### Wasserbillig – Echternach

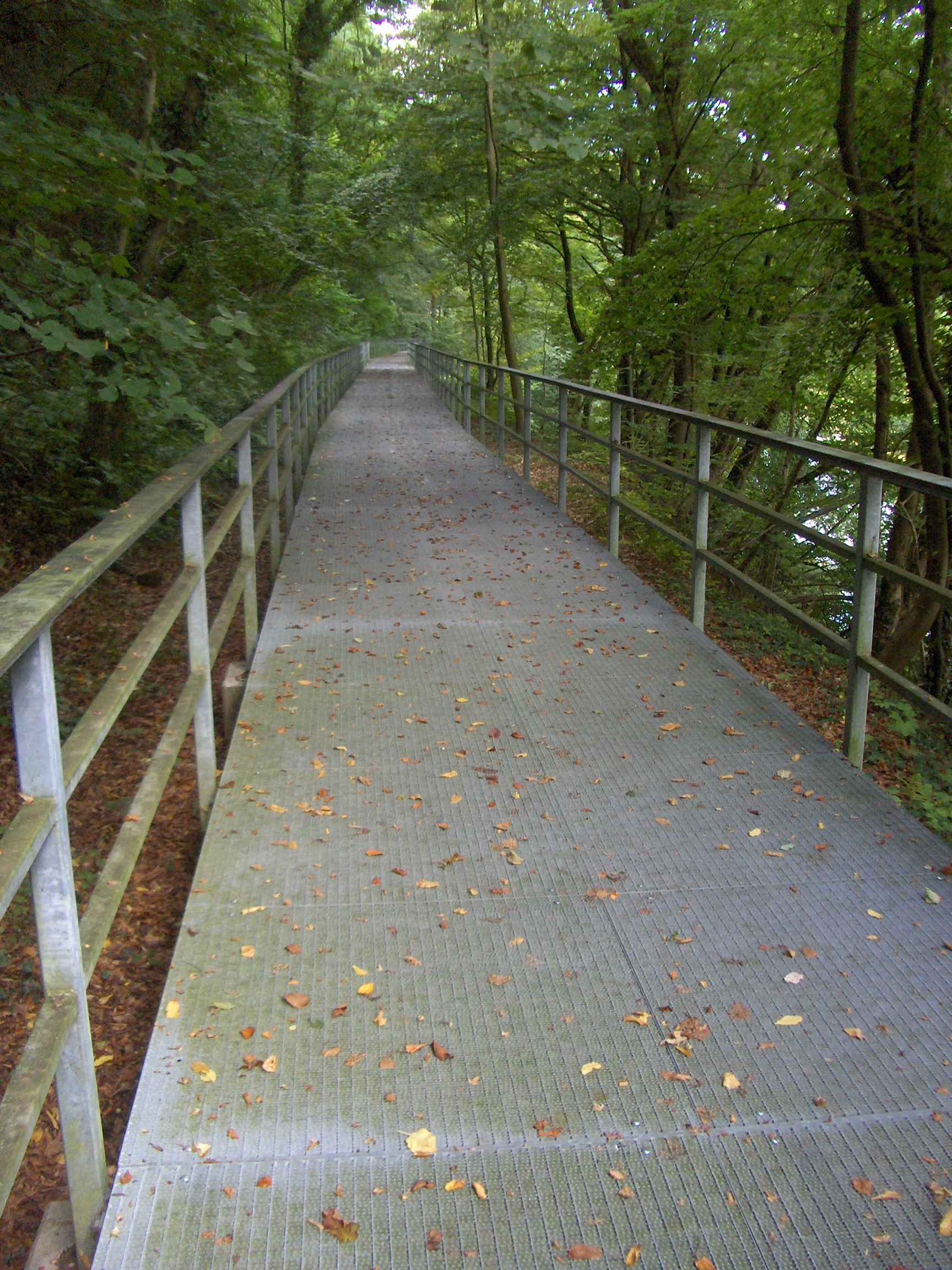
Der deutsche Sauertalradweg bei Wintersdorf.

Wasserbillig hat einen Bahnhof und liegt an der Bahnstrecke Luxemburg–Wasserbillig.
Die Anreise kann auch über den Mosel-Radweg, beispielsweise aus dem ca. 13 km entfernten Trier, erfolgen. Auf dem in Wasserbillig beginnenden, ca. 25 km langen ersten Abschnitt hat man die Wahl zwischen dem deutschen östlichen und dem luxemburgischen westlichen Ufer der Sauer. Auf der deutschen Seite ist der Radweg mit dem Radwege-Logo „Sauertal-Radweg“ und auf der luxemburgischen Seite als „Piste-Cyclable-de-la-Basse-Sûr“ (PC3) ausgeschildert. Zwischen beiden Wegen kann über mehrere Brücken gewechselt werden.
Auf der deutschen Seite verläuft der Radweg weitgehend flach; nur um Ralingen sowie zwischen den Orten Minden und Echternacherbrück sind leichte Anstiege zu bewältigen. Die Route führt durch die Weinberglandschaft von Wasserbillig über Langsur nach Mesenich. Hier trifft der Radweg auf die Trasse der ehemaligen Nims-Sauertalbahn und folgt ihr dann teilweise bis Minden, wo die Prüm in die Sauer mündet. Auf Mesenich folgen die Dörfer Metzdorf und Wintersdorf. Zwischen ihnen wurde der Radweg, zum Schutz des durchquerten Feuchtgebietes, auf ca. 200 m Länge aufgeständert. Die Sauer wendet sich jetzt in einer weiten Schleife nach Westen und die Route führt über Ralingen, Godendorf und Edingen nach Minden. Auf diesem Teilstück wird der 336 m lange, natürlich beleuchtete Ralinger Tunnel aus dem Jahre 1914 durchfahren. In Minden besteht Anschluss an dem Prümtal-Radweg und von diesem bei der Stadt Prüm auf den Eifel-Ardennen-Radweg, der mit seinen Anschlusswegen die gesamte Eifel in Ost-West-Richtung durchquert. Auf dem Sauertal-Radweg folgen nun die letzten ca. 4 km auf deutscher Seite, bevor die Route in Echternacherbrück ins gegenüber liegende Echternach nach Luxemburg führt.
Der Luxemburgische Radweg PC3 startet seinerseits am Bahnhof von Wasserbillig, überquert die Gleise und folgt dem Ufer der Sauer in nördlicher Richtung. Zwischen Wasserbillig und Reisdorf verläuft die Route teilweise auf der Trasse der ehemaligen Prinz-Heinrich-Bahn. Hier verläuft die Route oft direkt neben der wenig bis mäßig befahrenen N10. Nachdem die Sauertalbrücke der Autobahn E44 unterquert ist, erreicht der Radweg den ehemaligen Bahnhof von Moersdorf. Hinter dem Ort wechselt die Bahntrasse auf die der Sauer abgewandte Seite der N10. Über die Orte Born und Hinkel führt die Route nach Rosport, gegenüber Ralingen auf der deutschen Seite. Hier ist neben weiteren Stellen der Übergang über die Sauer möglich. Nach Steinheim, gegenüber dem Prümzufluss in Minden, wird dann Echternach, mit seiner sehenswerten Reichsabtei und Basilika, erreicht.

### Echternach – Ettelbrück
Diese ca. 35 km lange Teilstück verläuft auf luxemburgischem Gebiet und ist bis Reisdorf als PC3 und auf der Reststrecke als PC16 „Piste cyclable de la Sûre Moyenne“ ausgeschildert. Es verläuft weitgehend flach, allerdings sind immer wieder kleinere Steigungen zu überwinden, da die Trasse etwas oberhalb der Sauer am Hang liegt oder der Radweg den Bahndamm verlässt. Nach Echternach verläuft die Route weiter auf der Bahntrasse der ehemaligen Prinz-Heinrich-Bahn über Weilerbach nach Bollendorf-Pont. Gegenüber auf der deutschen Sauerseite liegt Bollendorf mit seiner Burg und weiteren Sehenswürdigkeiten. Weiter an der Sauer geht der Weg über Dillingen nach Wallendorf-Pont. Im auf der anderen Sauer-Seite gelegenen Wallendorf können mehrere Westwallbunker besichtigt werden. In Wallendorf mündet die Our in die Sauer und bildet den weiteren Grenzverlauf zwischen Luxemburg und Deutschland. Der PC3 folgt jetzt der Our, daher muss auf die Radroute PC16 gewechselt werden, die weiter dem Lauf der Sauer folgt. Über Reisdorf führt der Weg am alten Bahnhof von Moestroff vorbei nach Bettendorf. Hier trennt sich der Radweg von der Bahntrasse und auf dem Uferweg der Sauer führt die Route über Gilsdorf und Diekirch, wo einige interessante Museen zum Besuch einladen, nach Ettelbrück. In Diekirch und Ettelbrück besteht Bahnanschluss in die Stadt Luxemburg und von dort weiter Richtung Trier, zurück zum Ausgangspunkt in Wasserbillig.

### Sehenswürdigkeiten und Kultur
- Wintersdorf: Die Kirche St. Jakobus der Ältere wurde in den Jahren 1901/02 aufwändig umgebaut. Dabei orientierte man sich an dem romanischen Baustil des vorhandenen Glockenturms aus den Anfängen des 12. Jahrhunderts.

- Minden.

- Echternach: Die Reichsabteil Echternach mit der Basilika St. Willibrord. Am Dienstag nach Pfingsten findet die Echternacher Springprozession statt, eine jährlich zelebrierte Tanzprozession.

- Echternacherbrück: Die Liboriuskapelle am Hang des Ferschweiler-Plateaus. Bis zum Jahr 1937 startete die Springprozession auf der Echternacherbrücker Seite.

- Bollendorf: Diana-Denkmal;[2] Burg Bollendorf. Die Kiesgräber sind ein gallo-römischer Begräbnisplatz, der verschiedene Arten der Brandbestattung zeigt. Der Maria-Theresien-Stein ist ein aus dem Jahr 1771 stammender Grenzstein zwischen den Gebieten der Grafschaft Vianden und der Echternacher Reichsabtei. Im Ortsteil Weilerbach befindet sich das Barockschlösschen Weilerbach.

- Wallendorf: Ein intakter Bunker des Westwalls, der frei begehbar ist. Auf dem örtlichen Friedhof liegen über 300 Soldaten liegen; viele von ihnen fielen während der Ardennenoffensive.

- Diekirch: Nationales Militärgeschichtliches Museum mit Exponaten zur Ardennenoffensive. Daneben gibt es das Nationale Museum Historischer Fahrzeuge und das Museum der Geschichte der Brauerei. Bierbrauen hat in Diekirch eine lange Tradition. Die heutige Brauerei „Brasserie de Luxembourg“ entstand 1871 und ist eine der wichtigsten Industriebetriebe und Arbeitgeber in der Gemeinde sowie die am meisten verbreitete Biermarke in Luxemburg.

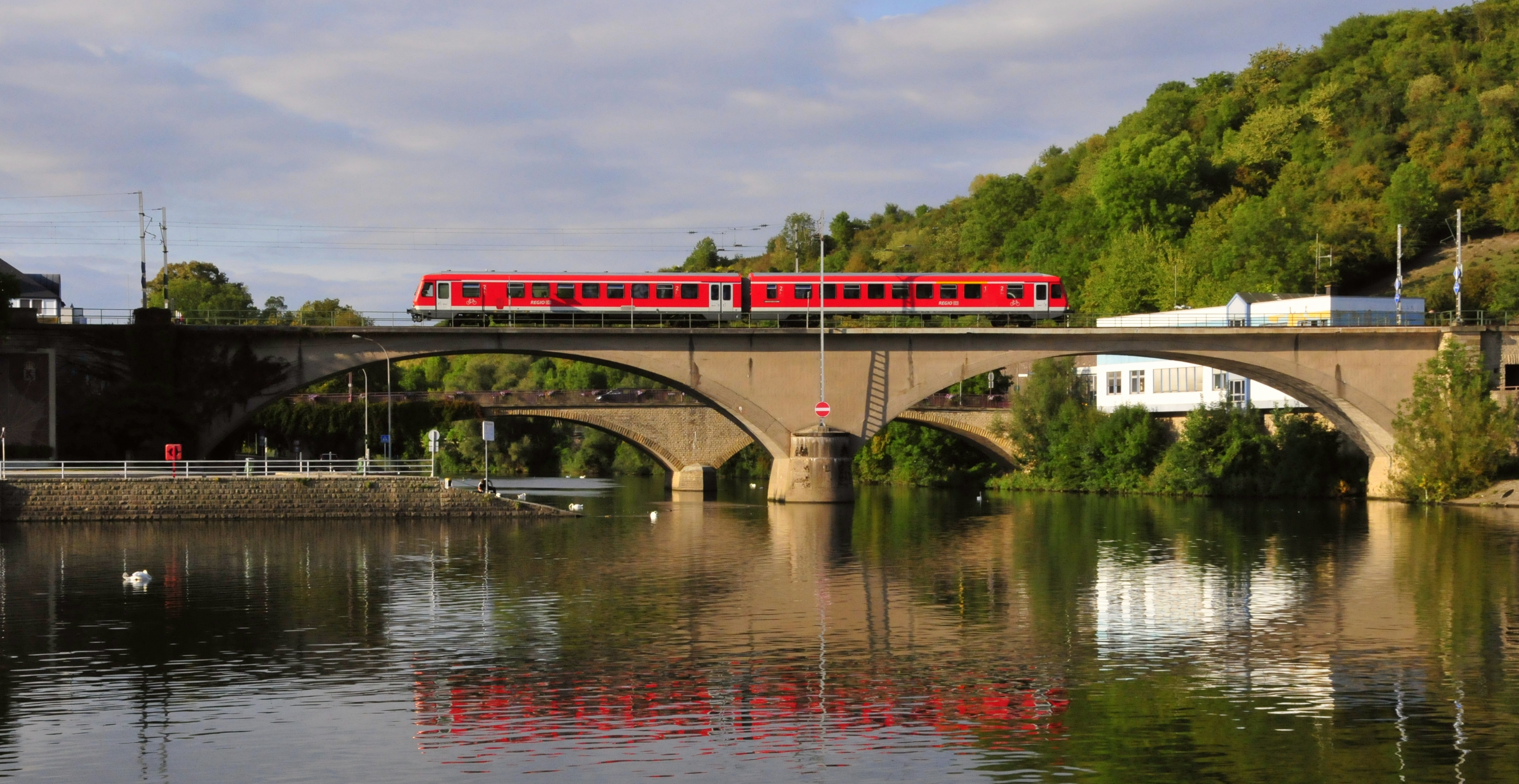
Mündung der Sauer in die Mosel
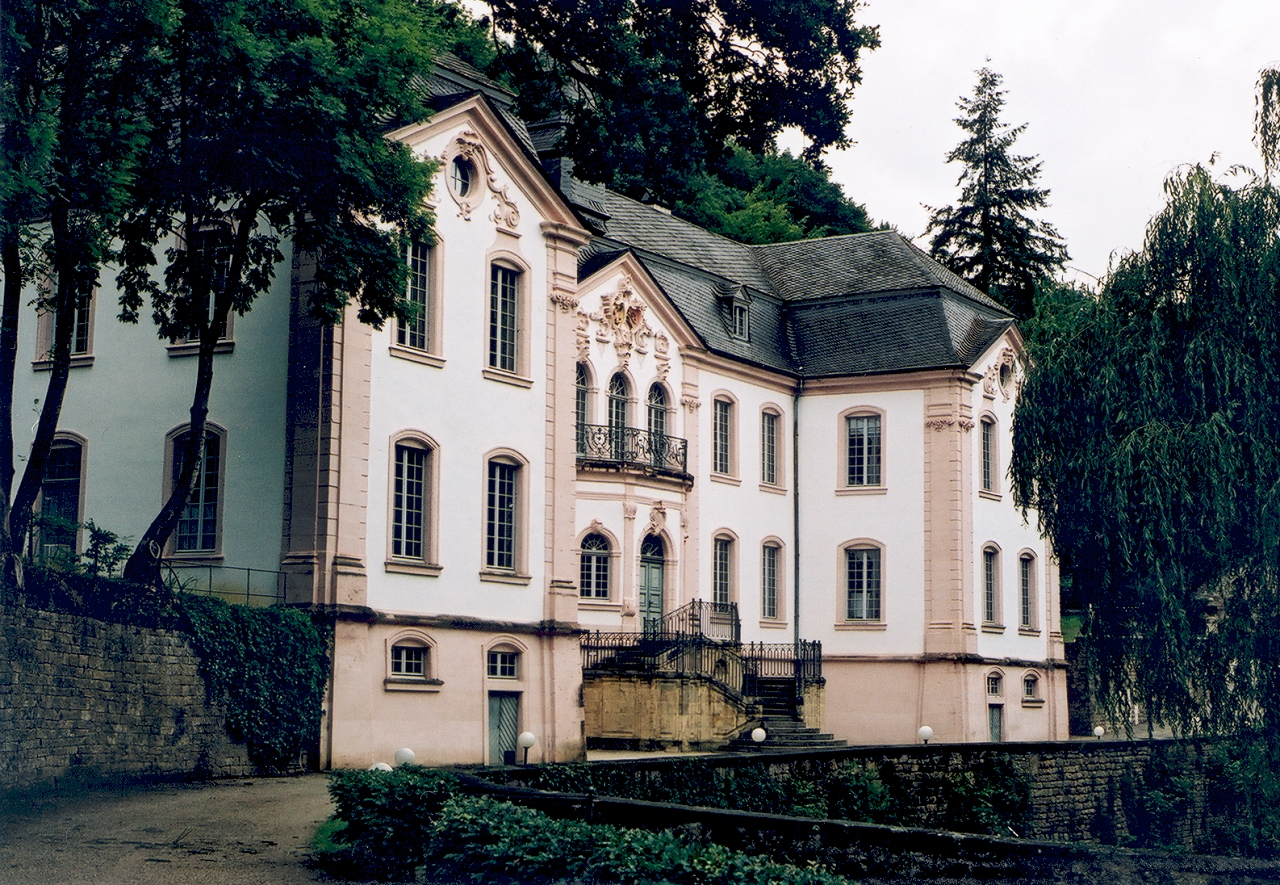
Schloss Weilerbach
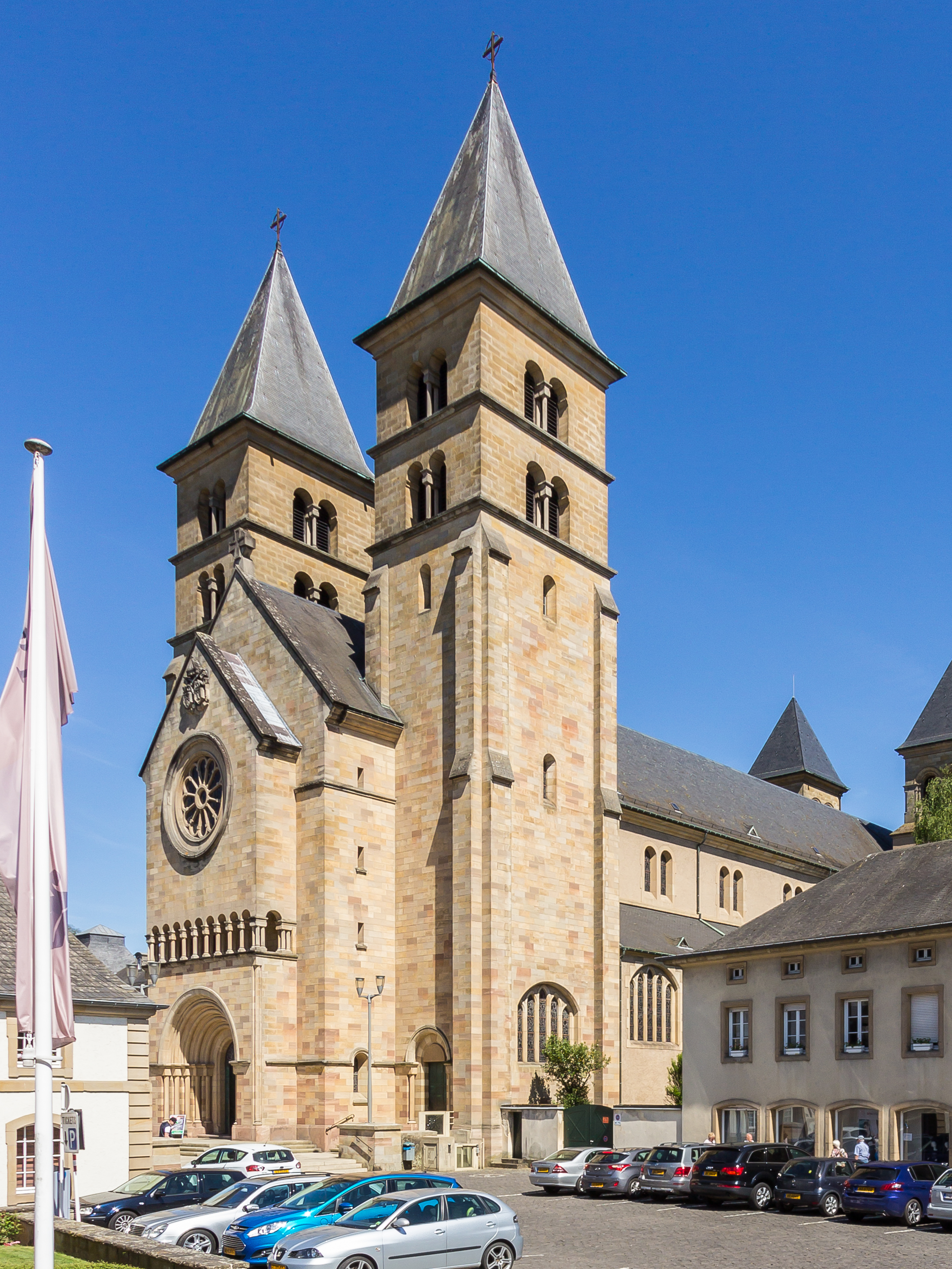
Basilika St. Willibrord in Echternach
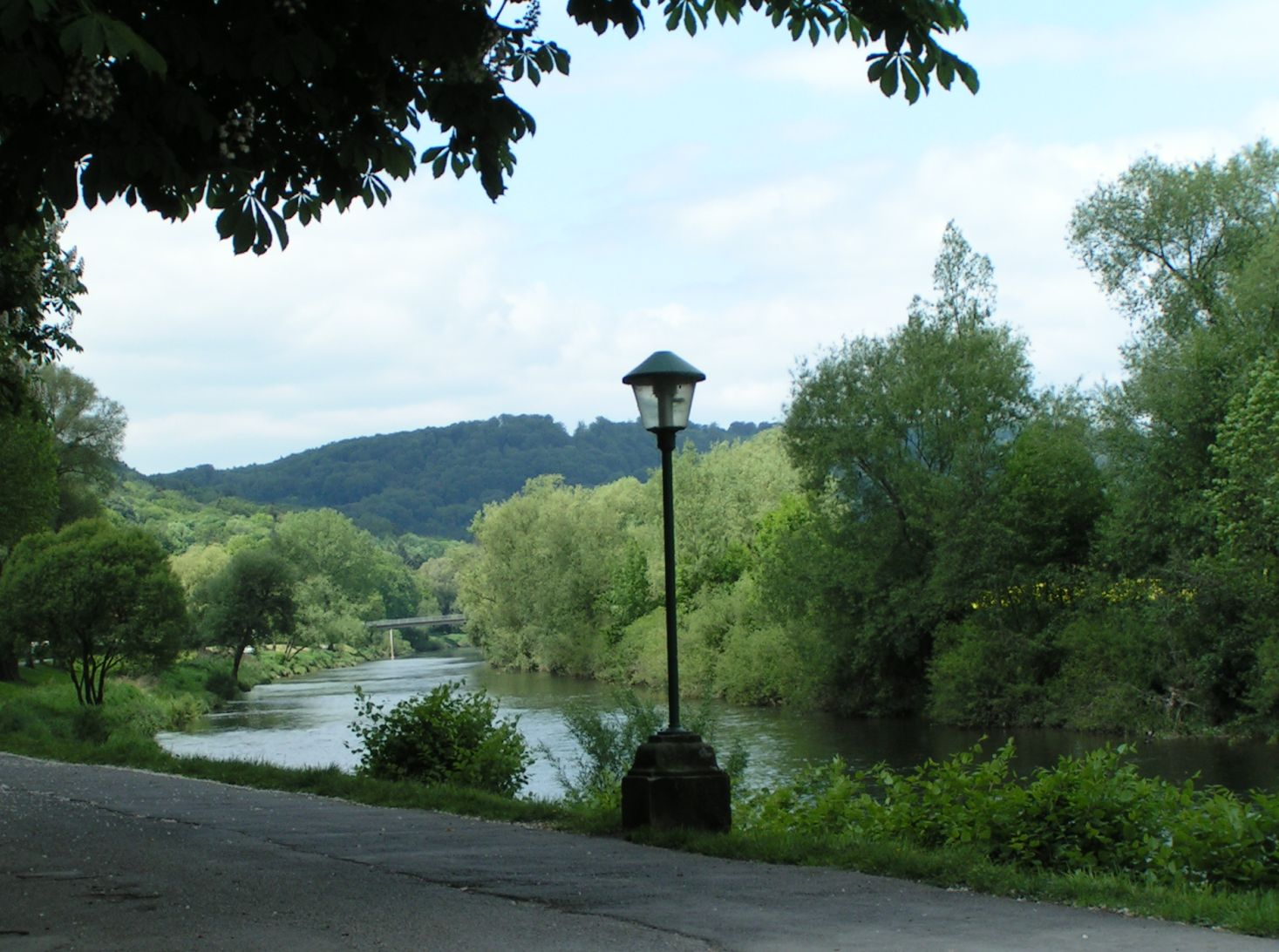
Die Sauer in Echternach
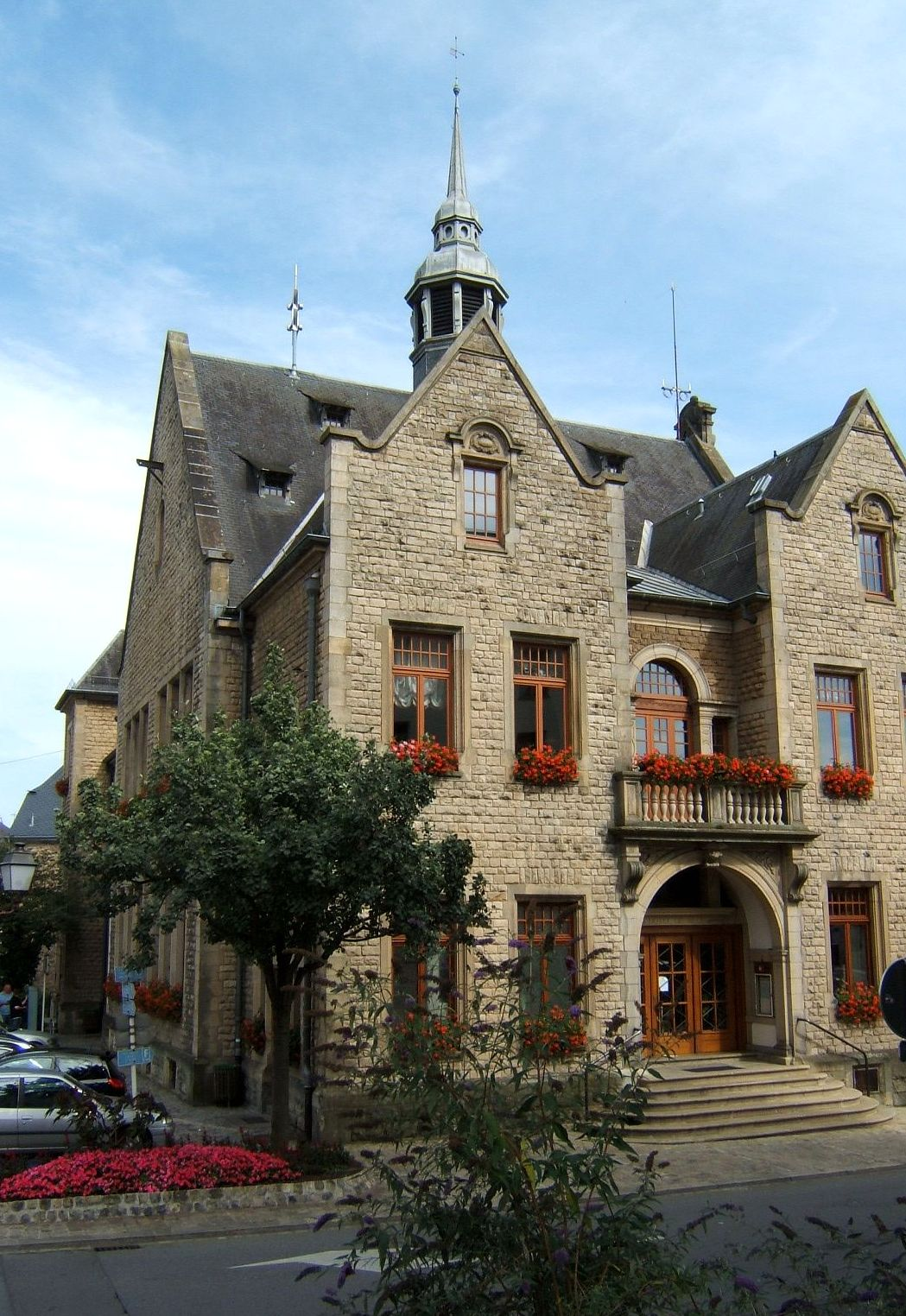
Rathaus von Ettelbrück

## Anschlussradwege
In Minden besteht Anschluss an den Prümtal-Radweg der in nördlicher Richtung bis zur Prümquelle und weiter nach Stadtkyll am Oberlauf der Kyll führt. Im Prüm quert dieser den Eifel-Ardennen-Radweg.
Mit der Anbindung an den Mosel-Radweg ist der Mosellauf zwischen Metz und Koblenz über Radwanderwege erschlossen. Ausgehend vom Mosel-Radweg gibt es die Möglichkeit über gut ausgebaute Radwege sowohl Richtung Eifel bis ins Tal der Ahr, als auch Richtung Hunsrück bis ins Tal der Nahe zu gelangen. Zum Beispiel der Kyll- und Maare-Mosel-Radweg in die Eifel und der Nahe-Hunsrück-Mosel-Radweg über den Hunsrück zur Nahe. In Luxemburg besteht Anschluss an das Luxemburgische Radwegenetz.
siehe auch:
- Liste der Radfernwege in Deutschland
- Liste der Radwege in Rheinland-Pfalz

## Bahn- und Busanbindung
Beide Endpunkte des Radweges sind per Bahn erreichbar. Der Bahnhof Wasserbillig wird über die Linie Trier – Luxemburg im Stundentakt bedient, während Ettelbrück an der Bahnstrecke Luxemburg–Spa liegt und über Trier – Luxemburg zu erreichen ist. Außerdem werden die Orte Ralingen, Minden, Irrel, Echternach und Bollendorf durch die Buslinie RegioRadler 441 (Trier – Bollendorf) angefahren. Diese Buslinie der Rhein-Mosel Verkehrsgesellschaft verkehrt vom 1. April bis 1. November täglich und hat Platz für 8 Fahrräder.